# Hurlihalu, Kudligi
Hurlihalu là một làng thuộc tehsil Kudligi, huyện Bellary, bang Karnataka, Ấn Độ.